# District de Mürzzuschlag
Le district de Mürzzuschlag était une subdivision territoriale du land de Styrie en Autriche. Le 1er janvier 2013, il a été fusionné avec le district de Bruck an der Mur pour former le district de Bruck-Mürzzuschlag.

## Géographie

### Lieux administratifs voisins
|                              | District de Lilienfeld (Basse-Autriche) |                                          |
| District de Bruck an der Mur |                                         | District de Neunkirchen (Basse-Autriche) |
|                              |                                         | District de Weiz                         |

## Communes
Le district de Mürzzuschlag était subdivisé en 16 communes :
- Allerheiligen im Mürztal
- Altenberg an der Rax
- Ganz
- Ganz
- Kindberg
- Krieglach
- Langenwang
- Mitterdorf im Mürztal
- Mürzhofen
- Mürzsteg
- Mürzzuschlag
- Neuberg an der Mürz
- Spital am Semmering
- Stanz im Mürztal
- Veitsch
- Wartberg im Mürztal